# Histiovalva fortunata
Histiovalva fortunata är en fjärilsart som beskrevs av László Anthony Gozmány. Histiovalva fortunata ingår i släktet Histiovalva och familjen äkta malar. Inga underarter finns listade i Catalogue of Life.